# Generalvertretung L
Die Generalvertretung L, kurz GV L (zunächst Dienststelle 114, später Dienststelle 142), war eine Geheimdienst-Einrichtung der Organisation Gehlen (OG) und des Bundesnachrichtendienstes (BND) mit Zentrale in Karlsruhe.

## Geschichte

### Name und Aufgabenbereich
Gegründet wurde die OG-Generalvertretung L bereits 1946 als Dienststelle 114, die zunächst noch direkt dem amerikanischen Counter Intelligence Corps (CIC) unterstand. Sie befand sich in einem Hinterhof in der Karlsruher Gerwigstraße, getarnt als Rollläden-Firma Zimmerle & Co. Benannt war die GV L nach dem Decknamen ihres Leiters Alfred Benzinger, der in der OG als Leidl arbeitete. Nach der im April 1956 erfolgten Umwandlung der OG in den BND wurde die GV L schließlich Dienststelle 142 genannt. Dabei handelt es sich um eine willkürliche Zahlenbenennung.
Aufgabe der GV L war eigentlich, für die Amerikaner Spionageabwehr gegen sowjetische Agenten zu betreiben. Der OG-Leiter Reinhard Gehlen nutzte diesen Auftrag aber, „um ein Spitzelsystem gegen Pazifisten und Kommunisten aufzubauen.“ In der Praxis umfasste der Aufgabenbereich der GV L schließlich drei Schwerpunkte:
1. Aufbau und Führung eines Netzes von Informanten in den Westzonen, später der Bundesrepublik, zur Überwachung von legalen und illegalen kommunistischen Aktivitäten
2. Aktive Spionage durch Aufklärung der Sowjetischen Besatzungszone, später der DDR, sowie Aufbau von Gegenspionageverbindungen im Ostblock
3. Aufklärungsarbeit gegen Frankreich

### Mitarbeiter
Der CIA-Mann James H. Critchfield schätzte 1948 die Stärke der GV L auf 400 Personen. Eine nicht vollständige CIA-Übersicht von 1950 listet knapp 250 Mitarbeiter auf, davon etwa 80 feste OG-Mitarbeiter (inklusive Fahrer und Büropersonal), 86 Agenten in West- und 32 in Ostdeutschland, 36 weitere Quellen im Westen und 12 im Osten. Heinz Felfe, ab 1951 selbst Angehöriger der GV L, gab die Mitarbeiterzahl mit etwa 300 an.
Gründer der GV L war der Gehlen-Vertraute Hermann Baun, ehemaliger Kommandeur der Abwehr-Frontaufklärungsleitstelle I Ost („Walli I“). Er engagierte als Leiter der zukünftigen Generalvertretung den ihm bereits aus Kriegszeiten bekannten, aber in der Spionageabwehr unerfahrenen Alfred Benzinger. Im Zweiten Weltkrieg war der 1912 geborene Benzinger Feldwebel der Geheimen Feldpolizei (GFP), der „Gestapo der Wehrmacht“, und später der militärischen Abwehr im besetzten Frankreich zugeteilt. Benzinger war bei seinen Mitarbeitern unbeliebt und wurde von ihnen abschätzig „Der Dicke“ genannt. Er galt als Aufschneider, fachlich inkompetent und soll seine Arbeit mit privaten Geschäften verknüpft haben.
Zu den Mitarbeitern der GV L gehörten in den 1950er-Jahren unter anderem Philipp Herbold, der schon im Krieg mit Benzinger zusammengearbeitet hatte, sowie die ehemaligen Abwehr-Angehörigen Erich Heidschuch, Oscar Reile und Otto Wagner (Deckname DELIUS). Ferner hatten Benzinger und der ebenfalls für die OG arbeitende ehemalige NS-Feldpolizeichef Wilhelm Krichbaum eine ganze Reihe zum Teil schwer belasteter ehemaliger SS- und SD-/RSHA-Mitarbeiter für die GV L rekrutiert, so Emil Augsburg, Herbert Böhrsch, Georg Grimm, Kurt Moritz, Walter Otten, Heinrich Josef Reiser, Carl Schütz, Ernst Schwartzwaller, Otto Somann, den ehemaligen SS-Kriegsberichterstatter Cornelius van der Horst sowie den früheren ungarischen Polizeigeneral und Pfeilkreuzler Paul Hodosy-Strobl. Die GV L wurde so für NS-Verbrecher zum „Haupteinfallstor“ in den westdeutschen Geheimdienst.
Diese Personalpolitik führte die GV L und ihren Mutterdienst OG/BND wiederholt in Krisen, da die NS-Vergangenheit vieler Mitarbeiter östlichen Geheimdiensten die Möglichkeit der Infiltration bot. 1953 wurde der Angehörige der GV L-Bezirksvertretung Berlin Wolfgang Höher angeblich nach Ostberlin entführt. Tatsächlich war Höher aber als Doppelagent für den KGB und das MfS tätig. 1955 wurde der leitende GV L-Mitarbeiter Ludwig Albert, ehemaliger Angehöriger der Geheimen Feldpolizei und zeitweiliges Mitglied einer Einsatzgruppe, als angeblicher Ostagent festgenommen. Er beging in Untersuchungshaft Selbstmord. 1961 wurden die ursprünglich für die GV L angeworbenen ehemaligen SD-Mitglieder Hans Clemens und Heinz Felfe als KGB-Agenten überführt. Ab 1963 wurden deshalb 146 BND-Angehörigen durch die eigens dafür gegründete Organisationseinheit 85 auf ihre NS-Vergangenheit hin überprüft und 71 von ihnen „aufgrund nachweisbarer Teilnahme an NS-Gewaltdelikten“ sukzessive aus dem Dienst entfernt.

### Aufbau
Die GV L war die größte von mehreren Generalvertretungen der Organisation Gehlen. Ihr Budget betrug 1949/50 zwischen 56.000 und 60.000 Mark monatlich. Die Generalvertretung verfügte über getarnte Bezirksvertretungen (BV) in zahlreichen westdeutschen Großstädten, über Untervertretungen (UV) für die Anwerbung, Schulung und Führung von Agenten, grenznahe Filialen als Anlaufstellen für Informanten sowie über selbständig agierende Gruppen ausländischer Mitarbeiter, Sonderverbindungen (SV) genannt. 1948 gab der CIA-Mitarbeiter Critchfield an, dass die GV L 8 regionale Außenstellen („field stations“) umfasse. Aber selbst der CIA war nicht die komplette Struktur der GV L bekannt. Zu den Einrichtungen der GV L gehörten Anfang der 1950er-Jahre unter anderem:
- Die Zentrale der GV L in Karlsruhe, Gerwigstraße 36, mit 16 Mitarbeitern.[7][9]
- Die BV 2600 (Nord) in Frankfurt am Main, Leitung Ludwig Albert, zuständig für Hessen und die Britische Besatzungszone. Sie hatte 20 feste OG-Mitarbeiter, 24 Agenten West und 5 Ost, 12 Quellen West, 1 Ost.[9] Spätestens ab 1953 existierte eine Filiale in Mainz, Leitung Georg Grimm.[14]
- Ab 1952 wird in CIA-Berichten zusätzlich eine BV West erwähnt, die wahrscheinlich mit der von Hans Clemens aufgebauten BV Rhein-Ruhr identisch ist.[19][20] Leiter der dazugehörenden UV 2978 war 1952/53 Carl Schütz.[21]
- BV 2601 (Süd), zunächst in Coburg, zuständig für Bayern und Württemberg-Baden; 12 feste OG-Mitarbeiter und 3 deutsch-russische Vernehmer, 44 Agenten West, 23 Quellen West, 1 Quelle Ost. Ab 1951 soll Wilhelm Krichbaum deren Leiter gewesen sein. Die BV hatte eine UV Oberrhein, Leitung Otto Wagner, zuständig für die Französische Besatzungszone sowie Süd-Baden und -Württemberg. Ferner gab es Außenstellen in München-Allach (Vogelloh 3 und 11, Leitung Erich Heidschuh), Augsburg (Befragung von rückkehrenden Kriegsgefangenen) und Regensburg (Prüfeningerstraße 109).[9][22]
- BV 2602, später BV-E (Berlin) mit 10 feste OG-Mitarbeiter und 3 östliche Quellen. Ebenfalls in Berlin ansässig war die Untervertretung ML, die aktive Spionage in der DDR betrieb. Einziges OG-Mitglied war der Bruder von Arthur Benzinger, der 27 Agenten und 6 Quellen in Ostdeutschland führte.
- BV 2603 („Gegenspionage“) in Künzelsau, Langenburger Str. 35, geleitet von Oscar Reile, mit 7 festen OG-Mitarbeitern.
- Dazu kamen die Sonderverbindungen SV Condor (Gruppe russischer Mitarbeiter), SV Czardas (3 ungarische Mitarbeiter mit 3 Agenten, Leitung Paul Hodosy-Strobl) und SV Polka (polnische Gruppe; einziger OG-Mitarbeiter war der ehemalige ukrainische Kollaborateur Gleb Umnov, 8 Agenten).[9]
- Waldkapelle, eine interne Sicherungsgruppe der GV, die sowohl in der Zentrale als auch bei den BVs bestand.[19] Leiter der Waldkapelle der BV Berlin war Kurt Moritz (Deckname MAUE).[23]

Infolge von wiederholten Geheimdienstpannen wurde die GV L ab 1953 mehrfach umstrukturiert und schließlich verkleinert. 1968 wurde der BND dann organisatorisch komplett neu geordnet.